# Kanton Suippes
Kanton Suippes (fr. Canton de Suippes) byl francouzský kanton v departementu Marne v regionu Champagne-Ardenne. Tvořilo ho 18 obcí. Zrušen byl po reformě kantonů 2014.

## Obce kantonu
- Billy-le-Grand
- Bouy
- Bussy-le-Château
- La Cheppe
- Cuperly
- Dampierre-au-Temple
- Jonchery-sur-Suippe
- Livry-Louvercy
- Mourmelon-le-Grand
- Mourmelon-le-Petit
- Sainte-Marie-à-Py
- Saint-Hilaire-au-Temple
- Saint-Hilaire-le-Grand
- Somme-Suippe
- Souain-Perthes-lès-Hurlus
- Suippes
- Vadenay
- Vaudemange